# Rose Christiane Ossouka Raponda
Rose Christiane Ossouka Raponda, född 1964 i Libreville, är en gabonesisk politiker. 
Hon var Gabons premiärminister från den 16 juli 2020 till den 9 januari 2023. Hon var därmed den första kvinnan i Gabon att inneha den rollen. Under 2023 var hon landets vicepresident fram till statskuppen i augusti. Hon har även arbetat som Gabons försvarsminister och som Librevilles borgmästare.

## Biografi
Rose Raponda föddes 1964. Hon har utbildning inom ekonomi och offentliga finanser.

## Karriär
Rose Raponda var Gabons ekonomiminister mellan februari 2012 och januari 2014. Hon blev vald till borgmästare i huvudstaden Libreville den 26 januari 2014 där hon representerade det gabonesiska demokratiska partiet (PDG). Efter det misslyckade kuppförsöket januari 2019 blev hon samma år den 12 februari vald till landets försvarsminister av presidenten Ali Bongo Ondimba . Den 16 juli 2020 blev hon vald till landets premiärminister och blev därmed den första kvinnan i Gabon att inneha den rollen. I januari 2023 utsåg Ali Bongo Ondimba henne till vicepresident. Efter en statskupp i augusti samma år avsattes såväl presidenten som Raponda och hon efterträddes på posten av Joseph Owondault Berre.